# Sara Forsberg
Sara Maria Forsberg (* 2. Mai 1994 in Jakobstad) ist eine finnische Sängerin, Songwriterin, YouTuberin, Radio- und Fernsehmoderatorin. Als Künstlernamen führt sie eine stilisierte Version ihres Vornamens „SAARA“, war früher aber auch als „Smo“ und „Smokahontas“ bekannt.
2014 begann sie ihre Musikkarriere mit einem Plattenvertrag mit Capitol Records, im April 2015 wurde ihre erste Single Ur Cool veröffentlicht. Der Song wurde ein Top-Ten-Hit in Finnland. Nach Unstimmigkeiten mit den Produzenten verließ sie Anfang 2016 die Plattenfirma. Seitdem produziert Forsberg ihre CDs selbst.

## Leben
Sara Forsberg wurde als Tochter einer finnischen Mutter und eines finnischsprachigen Schweden geboren. Ihre Eltern sind Baptisten-Missionare, erzogen ihr Kind in diesem Glauben und wechselten häufig Wohn- und Arbeitsort. Sie lebten u. a. in Texas und in Großbritannien, bis die Familie sich dauerhaft in Finnland niederließ, als Sara sechs Jahre alt war. Sara wurde einige Jahre an einer Musikakademie in Jakobstad unterrichtet, bildete sich im Anschluss zur Köchin weiter, konzentriert sich mittlerweile aber auf ihre Musikkarriere.
Seit Februar 2021 moderiert sie zusammen mit Oku Luukkainen bei dem zum Sanoma-Konzern gehörenden Sender HitMix montags bis donnerstags die von 14 bis 18 Uhr laufende Oku Luukkainen feat. Sara Forsberg Show.

## Diskografie
Lieder
- Ur Cool (2015)
- California (2016)
- The Urge (2016)
- Superpowers (2017)
- Sangria (2018)